# Мілан Годжа
Мілан Годжа (словац. Milan Hodža, 1 лютого 1878, Сучани, Словаччина — 27 червня 1944, Клірвотер, США) — словацький політичний і державний діяч.

## Діяльність
Від 1918 до 1938 року був керівним представником Аграрної партії у Словаччині.
В останні роки — прем'єр уряду ЧСР.

## Вшанування
З нагоди його 60-ліття на Підкарпатській Русі йому було присвячено окремий номер «Землі і Волі».
У передовій статті підкреслено інтерес М. Годжі до закарпатських українців, який супроводив його від двадцятого року життя, коли він вперше у своїй газеті «Slovenské listy» (р. 1898) виступив на захист закарпатоукраїнських селян, до останніх днів, коли як прем'єр Чехо-Словацького Уряду підтримував прагнення закарпатських українців до автономії.
У тому ж номері опубліковані біографічна стаття В. Гудяка Др. «М. Годжа 60-літній», редакційна стаття «Годжа й селянство» та передрукував в українському перекладі дві його статті про Закарпаття «З угорської Русі» та «Русини і ми», опубліковані ще на початку століття в газеті «Slovenský týždenník».